# Karel Stefan van Oostenrijk

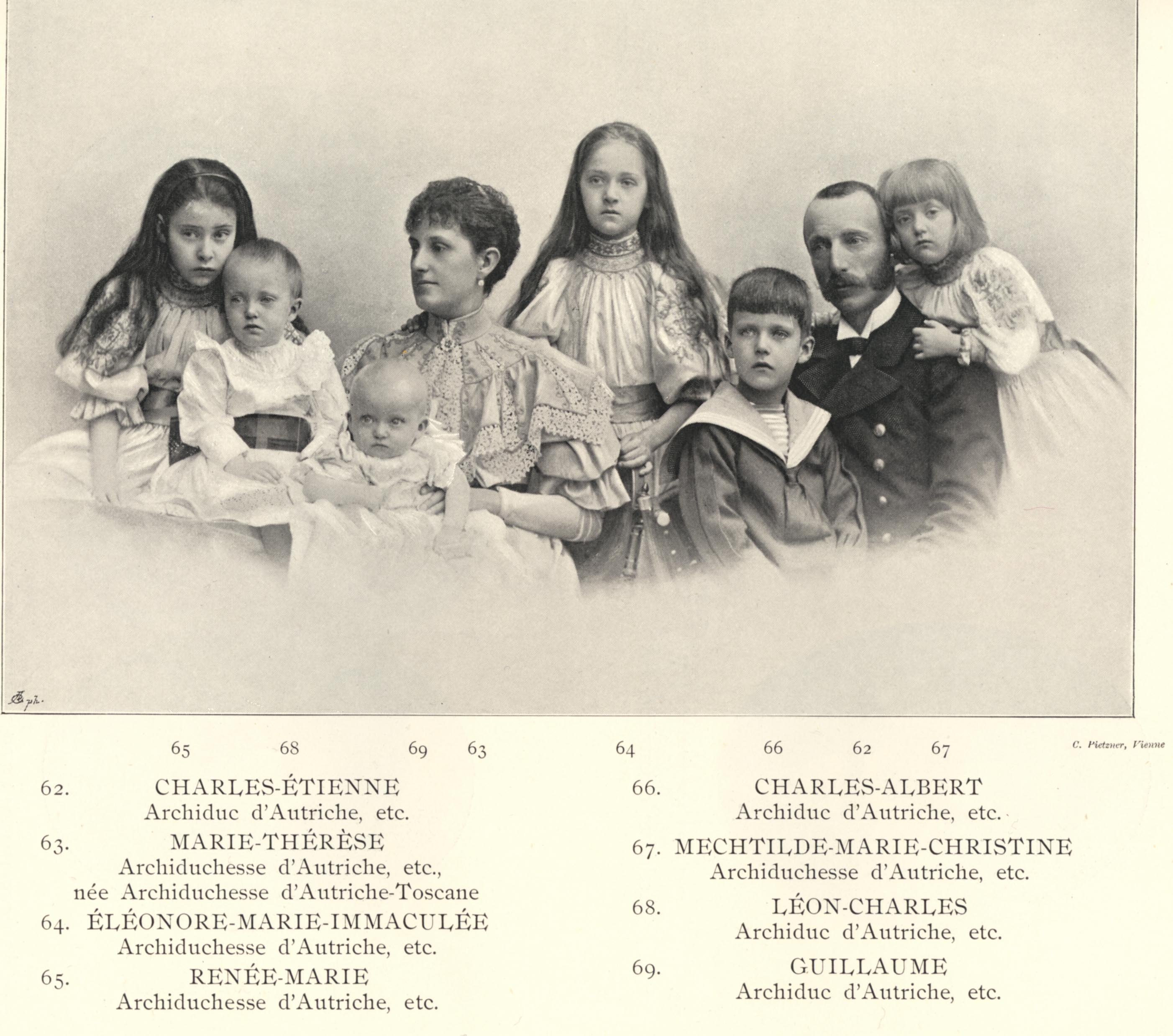
Aartshertog Karel Stefan met zijn vrouw en kinderen

Karel Stefan Eugenius Victor Felix Maria van Habsburg-Lotharingen (5 september 1860 – 7 april 1933), aartshertog  van Oostenrijk, was een lid van het huis Habsburg-Lotharingen. Hij was een zoon van aartshertogin Elisabeth Francisca Maria van Oostenrijk en haar tweede echtgenoot aartshertog Karel Ferdinand van Oostenrijk.
Hij trouwde op 28 februari 1886 te Wenen met aartshertogin Maria Theresia van Oostenrijk-Toscane. Zij was een kleindochter van groothertog Leopold II van Toscane en koning Ferdinand II der Beide Siciliën. Uit dit huwelijk werden zes kinderen geboren:
- Eleonora (1886-1974), gehuwd met Alfons van Kloß
- Renata (1888-1935), gehuwd met prins Hieronymus Radziwiłł
- Karel Albrecht (1888-1951), was generaal-majoor in het Poolse leger en was gehuwd met Alice Ancarkrona
- Mechtildis (1891-1966), gehuwd met prins Olgierd Czartoryski
- Leo Karel (1893-1939)
- Willem Frans (1895-1948)